# コルグ・Z1
Z1（ゼットワン）とはコルグのシンセサイザーの型番・商品名である。

## 主な特徴
KORGから1997年に発売された、MOSS音源と呼ばれる物理モデル音源を搭載したシンセサイザー。Prophecyの後継機種として開発された。
オシレータ部はProphecyでも採用されていたスタンダード、リング・モジュレーション、VPM、ブラス・モデル、リード・モデルに加えて、新規に開発されたレゾナンス・オシレータ、オルガン・モデル、エレクトリック・ピアノ・モデル、など合計13種のオシレータを搭載している。この新規のオシレータは最大同時発音数が増えたことによって、演奏可能となったタイプのものである。オシレータはOSC1、OSC2、サブOSC、ノイズ・ジェネレータの4つを搭載。フィルター部は2系統のマルチ・モード・フィルターを搭載。EGとLFOは4系統用意され、各種パラメーターに割り当てて使用ができ、大変自由度の高い音作り可能な設計になっている。
ポリフォニック・アルペジエータを搭載し、UP/DOWN/ALT1/ALT2/RANDOMなどのアルペジオ・パターンを選択可能とし、ユーザがプログラムしたアルペジオ・パターンも記録可能である。Prophecyで採用されたリボン・コントローラはZ1ではX-Yパッドとして受け継がれている。
また、別売り音源ボードDSPB-Z1を追加することで最大同時発音数を18に増やすことが可能となっている。更にオプションでADAT I/Oを搭載する為の拡張ボードも用意されていた。これらを標準装備したZ1EXという上位機種も発売されていた。
パソコンからZ1をエディットコントロール可能なソフトウェア Z1 Editorが付属し詳細な音作りが可能となっていた。Z1 EditorはMacOS 9 環境へのみの対応となっており、他環境では使用できない。また、同機能を持つ市販のシンセサイザー・エディタライブラリアンソフトウェアのSoundDiverがZ1に対応していたが、このソフトウェアは開発元のE-Magic社がApple社に買収された事から製品開発が休止され市場から姿を消した。2009年現在、Mac OS X環境、Windows vista(XP,Vista,7)環境からZ1エディットコントールできる市販のソフトウェアはMIDI Quest XL （日本では販売されていない）というソフトが唯一対応している。
このZ1で採用されたMOSS音源はTRINITY V3やTRITONにもオプションボードという形で引き継がれ、OASYSやKRONOSには標準装備されている。また、X-YパッドもKAOSS PADやpad Kontrol、nanoPadへ展開されている。しかし、シンセサイジングが複雑であったせいか、この後のコルグの物理モデル音源単体のシンセサイザーはアナログシンセサイザーのシミュレートに特化したMS2000が発売され、Z1の機能を更にパワーアップした後継のMOSS音源のシンセサイザーは発売されていない。